# Yellandu
Yellandu é uma vila no distrito de Khammam, no estado indiano de Andhra Pradesh. É a sede da empresa Singareni Colleries Company Limited, que se dedica à extração de carvão.